# Une soirée agitée (film, 1937)
 (mai 2017).
Si vous disposez d'ouvrages ou d'articles de référence ou si vous connaissez des sites web de qualité traitant du thème abordé ici, merci de compléter l'article en donnant les références utiles à sa vérifiabilité et en les liant à la section « Notes et références ».
Pour plus de détails, voir Fiche technique et Distribution.
Une soirée agitée (Ain't We Got Fun) est un dessin animé américain de la série Merrie Melodies, réalisé par Tex Avery, et sorti en 1937.

## Fiche technique
- Réalisation : Tex Avery
- Production : Leon Schlesinger Studios
- Musique originale : Carl W. Stalling
- Montage et technicien du son : Treg Brown (non crédité)
- Durée : 7 minutes
- Pays de production :  États-Unis
- Langue : anglais
- Distribution : 1937 : Warner Bros. Pictures
- Format : 1,37 :1 Technicolor Mono
- Date de sortie : 
  - États-Unis : 1er mai 1937

## Animateurs
- Chuck Jones
- Bob Clampett

## Musique
- Carl W. Stalling, directeur de la musique